# District de Přerov
Le district de Přerov (en tchèque : okres Přerov) est un des cinq districts de la région d'Olomouc, en Tchéquie. Son chef-lieu est la ville de Přerov.

## Liste des communes
Le district compte 104 communes, dont 6 ont le statut de ville (město, en gras) et 3 celui de bourg (městys, en italique) :
Bělotín • 
Beňov • 
Bezuchov • 
Bohuslávky • 
Bochoř • 
Brodek u Přerova • 
Buk •
Býškovice • 
Císařov • 
Citov •
Čechy • 
Čelechovice •
Černotín •
Dobrčice •
Dolní Nětčice • 
Dolní Těšice • 
Dolní Újezd • 
Domaželice • 
Dřevohostice • 
Grymov • 
Hlinsko • 
Horní Moštěnice • 
Horní Nětčice • 
Horní Těšice • 
Horní Újezd • 
Hrabůvka •
Hradčany • 
Hranice • 
Hustopeče nad Bečvou • 
Jezernice • 
Jindřichov • 
Kladníky • 
Klokočí • 
Kojetín • 
Kokory • 
Křenovice • 
Křtomil • 
Lazníčky • 
Lazníky • 
Lhota • 
Lhotka • 
Lipník nad Bečvou • 
Lipová • 
Líšná • 
Lobodice • 
Luboměř pod Strážnou • 
Malhotice • 
Měrovice nad Hanou • 
Milenov • 
Milotice nad Bečvou • 
Nahošovice • 
Nelešovice • 
Oldřichov • 
Olšovec •
Opatovice • 
Oplocany • 
Oprostovice • 
Osek nad Bečvou • 
Paršovice • 
Partutovice • 
Pavlovice u Přerova • 
Podolí • 
Polkovice • 
Polom • 
Potštát • 
Prosenice • 
Provodovice • 
Přerov • 
Přestavlky • 
Radíkov • 
Radkova Lhota • 
Radkovy • 
Radotín • 
Radslavice • 
Radvanice • 
Rakov • 
Říkovice • 
Rokytnice • 
Rouské • 
Šišma • 
Skalička • 
Soběchleby • 
Sobíšky • 
Špičky • 
Stará Ves • 
Stříbrnice • 
Střítež nad Ludinou • 
Sušice • 
Teplice nad Bečvou • 
Tovačov • 
Troubky •
Tučín • 
Turovice • 
Týn nad Bečvou • 
Uhřičice • 
Ústí • 
Veselíčko • 
Věžky • 
Vlkoš • 
Všechovice • 
Výkleky • 
Zábeštní Lhota • 
Žákovice • 
Zámrsky • 
Želatovice

## Principales villes
Population des dix principales communes du district au 1er janvier 2025 et évolution depuis le 1er janvier 2024 :
| Přerov               | 40 906 | en diminution |
| Hranice              | 17 969 | en diminution |
| Lipník nad Bečvou    | 7 955  | en stagnation |
| Kojetín              | 5 748  | en diminution |
| Tovačov              | 2 467  | en diminution |
| Troubky              | 2 009  | en diminution |
| Bělotín              | 1 854  | en diminution |
| Brodek u Přerova     | 1 844  | en diminution |
| Hustopeče nad Bečvou | 1 751  | en diminution |
| Horní Moštěnice      | 1 676  | en diminution |